# Annisse (plaats)
Annisse is een plaats in de Deense regio Hovedstaden, gemeente Gribskov, en telt 318 inwoners (2007).